# Křešín (ort i Tjeckien, Vysočina)
Křešín är en ort i Tjeckien.   Den ligger i regionen Vysočina, i den centrala delen av landet, 70 km sydost om huvudstaden Prag. Křešín ligger 510 meter över havet och antalet invånare är 147.
Terrängen runt Křešín är huvudsakligen platt, men söderut är den kuperad. Runt Křešín är det glesbefolkat, med 18 invånare per kvadratkilometer. Närmaste större samhälle är Vlašim, 17,3 km nordväst om Křešín. Omgivningarna runt Křešín är en mosaik av jordbruksmark och naturlig växtlighet.